# Pachnoda mastrucata
Pachnoda mastrucata är en skalbaggsart som beskrevs av Gerstacker 1884. Pachnoda mastrucata ingår i släktet Pachnoda och familjen Cetoniidae. Inga underarter finns listade i Catalogue of Life.